# Astragalus pueblae
Astragalus pueblae är en ärtväxtart som beskrevs av Marcus Eugene Jones. Astragalus pueblae ingår i släktet vedlar, och familjen ärtväxter. Inga underarter finns listade i Catalogue of Life.